# 阿德雷
阿德雷（Adré）是查德瓦達伊區（Ouaddaï）中的阿松加地區（Assoungha）的主要城市。它距離查德東邊的鄰國蘇丹共和國很近，僅僅相隔400公尺。